# 歩兵第18連隊

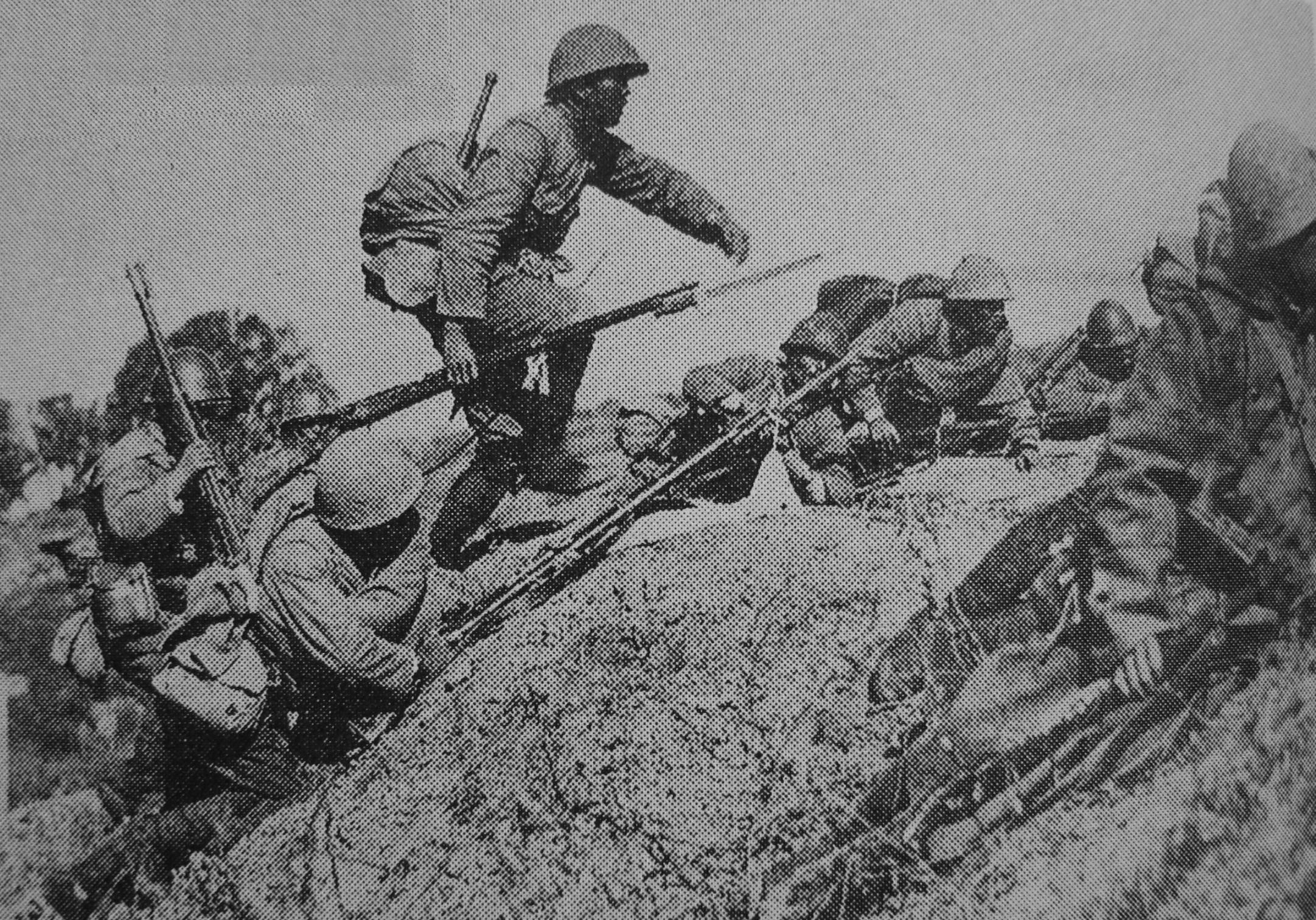
1937年、上海戦での歩兵第18連隊

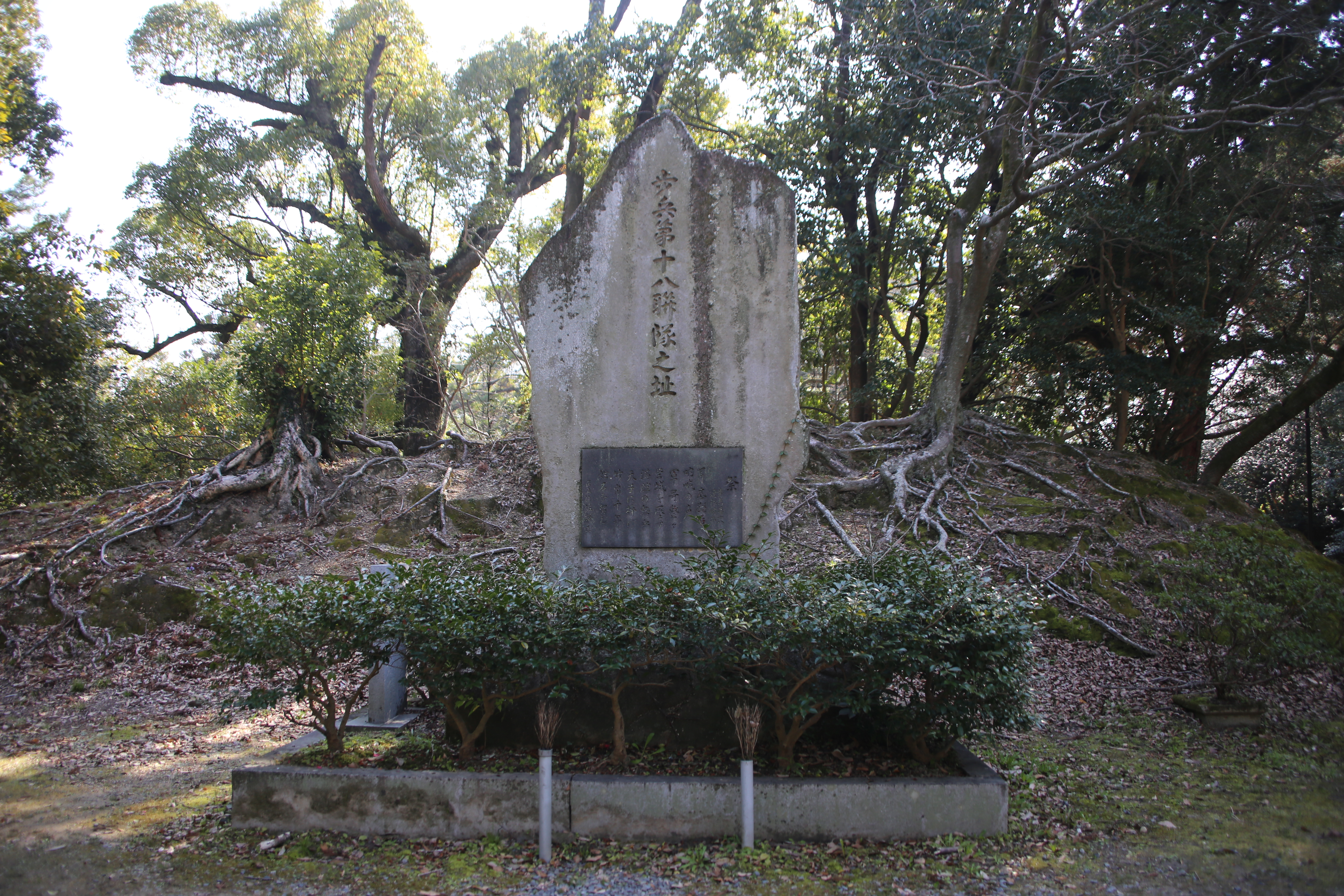
豊橋公園内にある歩兵第十八聯隊之址碑

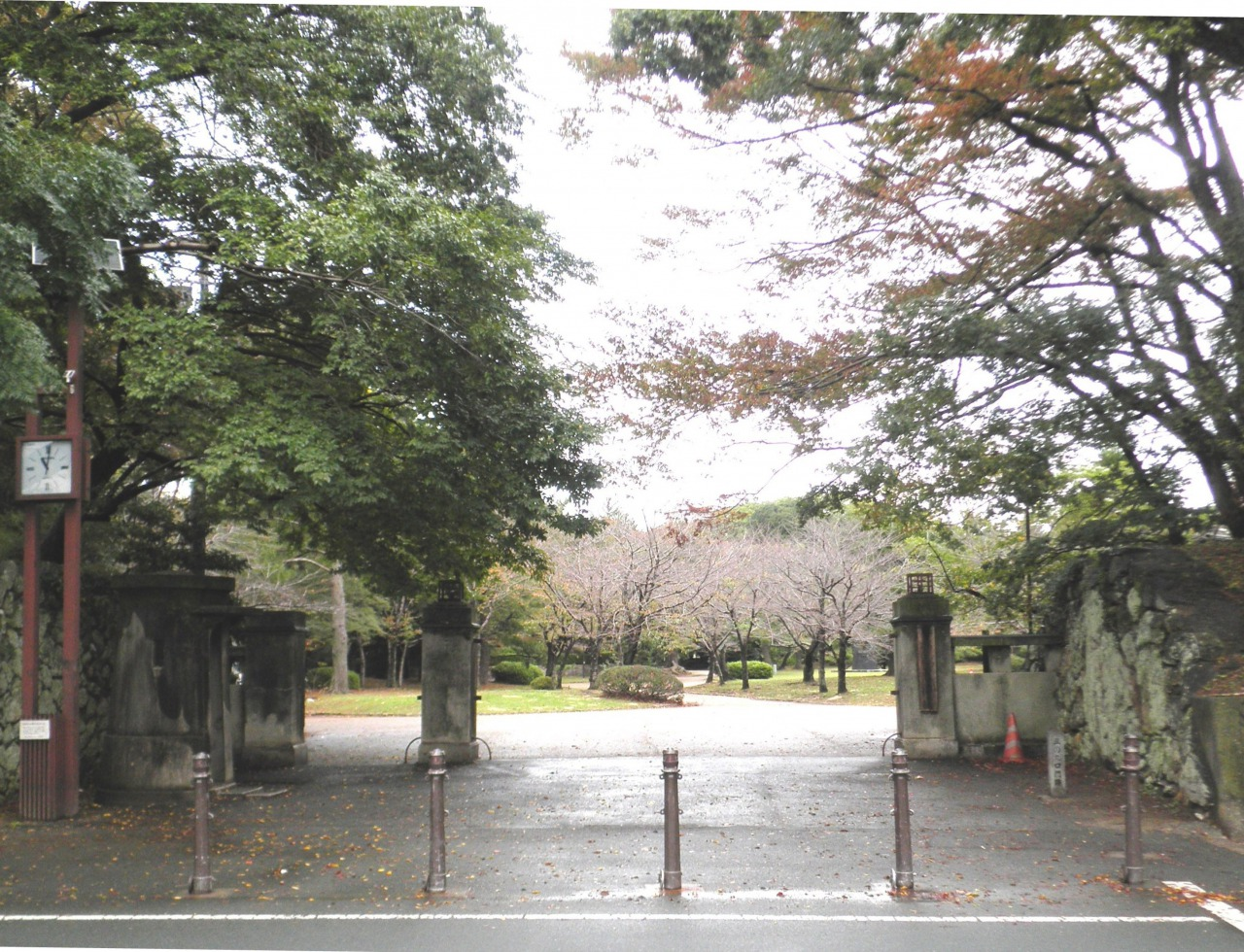
歩兵第18連隊営門跡（現豊橋公園正門）。門の向かって左手に哨舎も現存する。

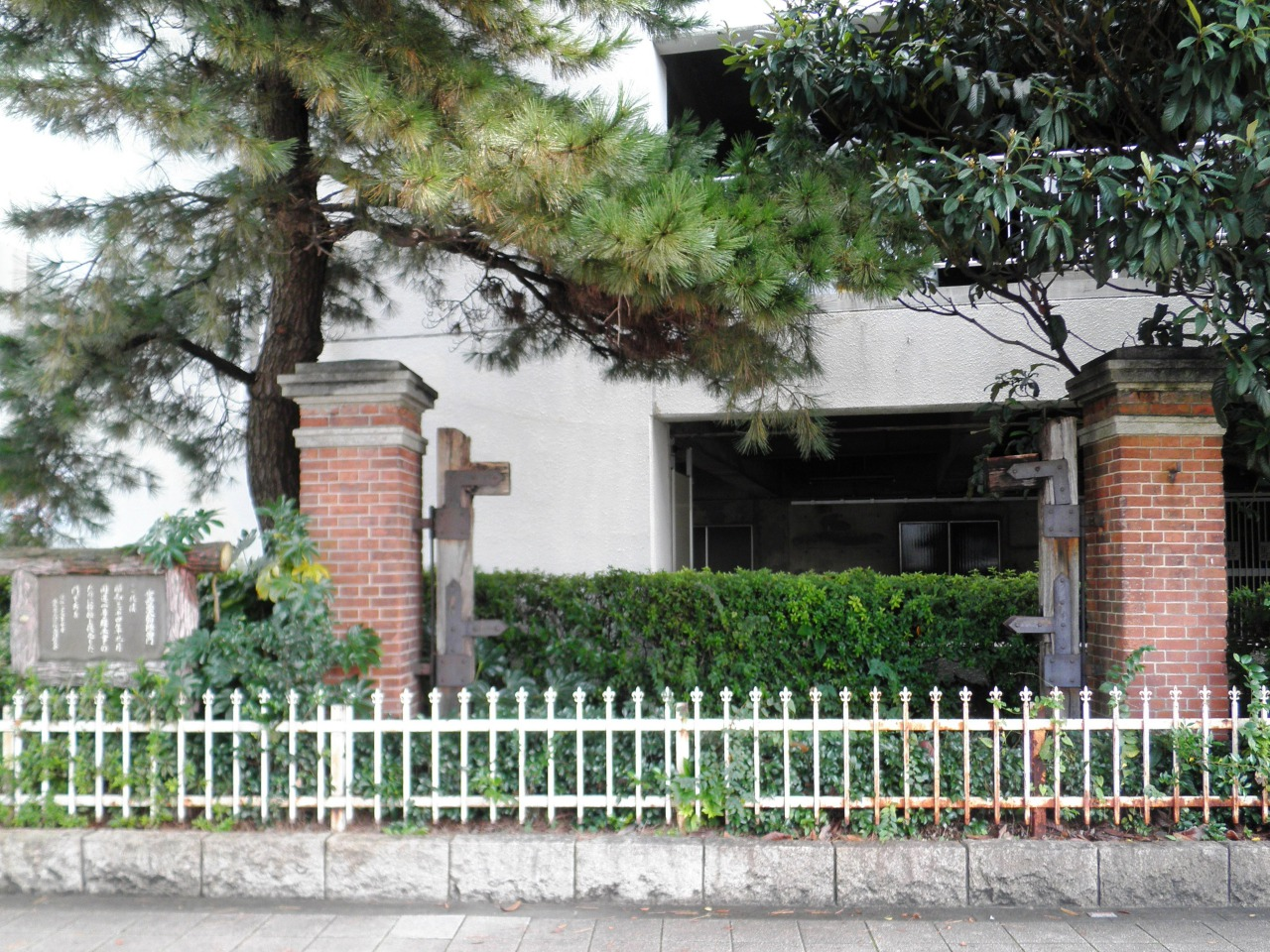
歩兵第18連隊西門。1959年の国道1号線工事のため、現在の豊橋市役所立体駐車場脇に移転復元された。以前は木製の門扉も存在したが、現在はなくなっている。

歩兵第18連隊（ほへいだい18れんたい、歩兵第十八聯隊）は、大日本帝国陸軍の連隊のひとつ。

## 沿革
- 1884年（明治17年） - 名古屋にて第1から第3大隊が設置され、1886年（明治19年）までに豊橋に移駐

8月15日 - 軍旗拝受
- 1888年（明治21年）5月 - 第3師団創設
- 1894年（明治27年）から日清戦争に従軍した。翌1895年（明治28年）6月27日に凱旋した[1]。
- 1904年（明治37年） - 日露戦争に従軍
- 1907年（明治40年） - 第3師団から第15師団に所属変更
- 1925年（大正14年） - 宇垣軍縮により第15師団廃止、第3師団に復帰
- 1927年（昭和2年）11月21日 - 名古屋市周辺で行われた陸軍特別大演習に参加した昭和天皇が連隊に行幸[2]。
- 1928年（昭和3年）5月 - 済南事件に出動、天津に駐屯
- 1933年（昭和8年）2月 - 熱河作戦に参加
- 1934年（昭和9年） - 満州駐剳
- 1936年（昭和11年） - 帰還
- 1937年（昭和12年）8月 - 動員下令、上海から上陸し南京攻略戦に参加
- 1938年（昭和13年） - 漢口作戦などに参加
- 1939年（昭和14年） - 贛湘作戦などに参加
- 1940年（昭和15年） - 宜昌作戦、長沙作戦、漢水作戦に参加
- 1942年（昭和17年）7月 - 第3師団から第29師団に所属変更し、奉天省海城に駐屯
- 1944年（昭和19年）2月 - 動員下令

3月 - テニアン島進駐を命じられる。移動中、沖大東島南方200kmの海上でアメリカ海軍の潜水艦トラウトの魚雷攻撃により輸送船崎戸丸が沈没、門間連隊長以下1,657名死亡、570名重傷の大損害を被るが、約1800名がサイパン島に上陸し、再編成を行う。
5月 - 第2大隊、第3大隊がグアム島へ移駐。第1大隊、第3迫撃砲中隊、衛生隊はグアム移駐前に米軍がサイパン島に上陸したため（サイパンの戦い）、移駐に間に合わず現地で戦闘に参加。奮戦するも総員玉砕。
7月21日 - アメリカ軍上陸開始（グアムの戦い）、連隊主力はマンガン山にあったが、各中隊は上陸地点の要所に配置され激戦を繰り広げる。
7月25日 - 第29師団長・中将高品彪の許可を得て軍旗奉焼、その後の夜間戦闘で連隊長・大佐大橋彦四郎以下大部分が戦没。ここに隷下全部隊が玉砕し、本連隊は終焉。なお、大橋は一階級特進で少将に任ぜられた。
- 1945年（昭和20年）12月1日 - サイパンの戦いで生き残り、ゲリラ戦を繰り広げていた衛生隊長・大尉大場栄ら47人が米軍に投降。

## 歴代連隊長
| 代 | 氏名       | 在任期間               | 備考                                                    |
| -- | ---------- | ---------------------- | ------------------------------------------------------- |
| 1  | 福原豊功   | 1884.6.2 - 1888.9.13   | 中佐、1887.11.大佐                                      |
| 2  | 小林師現   | 1888.9.14 - 1889.7.25  | 中佐                                                    |
| 3  | 小島政利   | 1889.8.12 - 1891.10.29 | 中佐                                                    |
| 4  | 佐藤正     | 1891.10.29 -           | 中佐、1892.11.大佐、1895.3.4戦傷                        |
| 5  | 渡辺章     | 1895.3.7 - 1897.10.11  | 中佐                                                    |
| 6  | 摺沢静夫   | 1897.10.11 - 1900.4.25 | 中佐                                                    |
| 7  | 石原応恒   | 1900.4.25 - 1905.2.6   | 中佐、1901.11.大佐                                      |
| 8  | 渡敬行     | 1905.2.7 - 1906.6.28   | 中佐、大佐昇進                                          |
| 9  | 谷岡瑞     | 1906.6.28 -            |                                                         |
| 10 | 井野口春清 | 1907.2.13 - 1912.3.5   | 中佐、1907.11.大佐                                      |
| 11 | 権藤伝次   | 1912.3.5 - 1916.8.24   |                                                         |
| 12 | 奥田為熊   | 1916.8.24 -            |                                                         |
| 13 | 佐久間五郎 | 1918.11.20 - 1922.8.15 |                                                         |
| 14 | 高島弥之助 | 1922.8.15 -            |                                                         |
| 15 | 蟹江冬蔵   | 1927.3.5 -             |                                                         |
| 16 | 佐々木到一 | 1930.8.1 - 1932.2.23   |                                                         |
| 17 | 篠原三郎   | 1932.2.29 -            |                                                         |
| 18 | 田村元一   | 1933.3.18 -            |                                                         |
| 19 | 中沢三夫   | 1936.3.7 -             |                                                         |
| 20 | 塩沢清宣   | 1937.8.2 -             |                                                         |
| 21 | 石井嘉穂   | 1937.8.14 -            |                                                         |
| 22 | 高野直満   | 1939.3.9 -             |                                                         |
| 23 | 石井信     | 1940.12.2 -            |                                                         |
| 24 | 門間健太郎 | 1943.6.10 - 1944.2.29  | テニアンの戦いに向かう途中で戦没 死後、一階級特進で少将 |
| 末 | 大橋彦四郎 | 1944.3.28 - 7.25       | グアムの戦いで戦没 死後、一階級特進で少将               |